# Wix.com
Wix is een cloud-gebaseerd platform voor webdesign,  ontwikkeld door het Israëlisch bedrijf Wix.com Ltd., opgericht in 2006. Via de website kunnen gebruikers websites ontwerpen in HTML5 en voor mobiel gebruik. Het bedrijf heeft ook vestigingen in Oekraïne, Litouwen, Ierland, Duitsland, de Verenigde Staten en Brazilië. 

## Omgeving
Wix biedt een gratis online-omgeving voor webdesign. Het gebruikt een eenvoudige, widget-gebaseerde interface die draait in de browser, zodat Wix kan gebruikt worden op Microsoft Windows-, Mac OS- en Linux-computers. Alle elementen worden ingevoerd door slepen en neerzetten. Er kan met Wix ook een mobiele versie van de site worden gemaakt. Er bestaan uitbreidingen van Wix zelf en van derden voor onder meer sociale media en forums, e-commerce, online en e-mailmarketing, en contactformulieren. Wix' bedrijfsmodel is freemium, waarbij inkomsten gegenereerd worden door betaalde extra's en hosting.
Gebruikers kunnen bij Wix een gratis subdomein verkrijgen (wixsite.com), of naar een eigen domeinnaam verwijzen.
GoDaddy · Jimdo · JouwWeb · SITE123 · Strato · Squarespace · Web.com · Webflow · Weebly · Wix · WordPress.com